# Mario Merz
Mario Merz (Milánó, 1925. január 1. – Torino, 2003. november 9.) olasz képzőművész. A második világháború idején kezdett el rajzolni.

## Művészete
Joseph Beuyshoz hasonlóan az ősi nomád törzseknek művészete inspirálta. "Boszorkánydoktorként" fogja fel önmagát, aki a szellemiekben szegényes, csak anyagiakban gazdag nyugati világ számára létrehoz egy gyógyhelyet (otthont), ahol a traumák, kulturális sérülések meggyógyulhatnak. Központi formája az iglu-forma (eszkimók jégkunyhóik). A gömb forma tökéletesség- és világ-szimbólum; ugyanakkor a természetes és mesterséges, a geometria és mesterséges egyensúlya, szintézise jellemzi az iglukat). Általában fém vázat alkalmaz, amit agyaggal, viasszal, tört üveggel, műanyaggal, hálóval stb. borít be.
Gyakran – érdekes módon – számokat ír rájuk, abszurd matematikai, geometriai képleteket. Van, amikor politikai szlogeneket, idézeteket is ír. Van, amelyeknél a Fibonacci-számok jelennek meg. A középkorban fedezték fel újra az európai kultúrában, – a természeti növekedésnek a matematikai számokba való foglalásai. Ezeket általában spirális formában írja fel Merz (örök folyamat, változás, természet).
Szelíd és mértéktartó, matematikához méltóan „fagyos" volt a számösszefüggések alkalmazása a sokszorosan ismert „jégkunyhó (igloo)" projektek esetében. A számok világával irdatlan méretű mentális tér áll a művész rendelkezésére. Merz szerint a számok elterjesztése a művészek által művelt területeken „politikai" értékkel rendelkezik, mert világosságot teremt. Vagyis a művészetnek az utcára kerüléséhez a legegyszerűbb a számokat igénybe venni. Valószínűleg többen tudnak számolni, mint jól olvasni, de Merz távol állt attól, hogy az élet és a művészet lehetséges összeolvasztását abban a leegyszerűsített formában oldja meg, mint ahogy azt itt jeleztük. Általánosabb értelemben azért szövi át gondolkodásmódját a matematikai rend és a magát fejlesztő elvont organizmus, mert egy jól követhető dedukciót sejt mögötte. „Ha a matematikai sorozatokat művészetként alkalmazni tudjuk, ez azt is jelenti, hogy növények és állatok, vagyis az élőlények sokasodásának tanulmányozásából szőtt rendet a szociológiába (a művészetbe) és az élet bármely összefüggésébe is mint a növekedés metaforáját fogadhatjuk el.

## Magyar vonatkozás
Krasznahorkai László „Háború és Háború” című regényében a regényhős, Korin György a Mario Merz alkotta igluban szerette volna befejezni az életét. A regény könyvjelzőjének utasításai el is kalauzolták az olvasót Schaffhausenbe az egykori „Hallen für neue Kunst” múzeumhoz, ahol korábban a Merz-féle iglut őrizték. Mivel a múzeumot 2015-ben felszámolták, a műtárgyak a bázeli Raussmüller Collectionbe kerültek. A regényhez tartozó könyvjelző utasítása így ennek alapján változott.